# Diplomado de Estado Mayor
Diplomado de Estado Mayor o Diplomado de Estado Mayor Aéreo es el título que obtiene el personal del Ejército y Fuerza Aérea que apruebe el curso de Mando y Estado Mayor que se imparte en la Escuela Superior de Guerra. Según los estudios efectuados el título precede a la correspondiente arma, especialidad o servicio del personal.

## Normativa
La base normativa se encuentra en la Ley orgánica del Ejército y Fuerza Aérea Mexicanos Artículo 160 y en el Reglamento de la Escuela Superior de Guerra. 
El curso, de nivel licenciatura, está dirigido a la enseñanza y habilidades necesarias para el personal de la Secretaría de la Defensa Nacional especializándolos en estrategias militares tales como organizar efectivos y equipos militares, planear estrategias que aprovechen al máximo los recursos a su disposición.
Dependiendo el origen del aspirante el curso se denomina Curso de Mando y Estado Mayor General o Curso de Mando y Estado Mayor Aéreo
Los aspirantes al curso General deben tener el grado de Teniente o Capitán Segundo de Arma del Ejército con una edad máxima 28 y 31 años de edad respectivamente a la fecha de inicio del curso, mientras que para el curso Aéreo los requisitos que deben cumplir es tener el grado de Teniente o Capitán Segundo de Arma o Servicio de la Fuerza Aérea con una edad máxima de 30 y 33 años de edad respectivamente.
Al finalizar el curso el personal obtiene:
- Diploma de Estado Mayor
- Título de Licenciado en Administración Militar
- Certificado de Estudios que indique las calificaciones obtenidas
- Placa distintiva
- Cordones de mando

## Escudos
Una vez concluido el curso los escudos de cuello son sustidos según el área al que pertenezca el personal del ejército:

### Personal de tierra
Se sustituye los escudos de las armas y servicios por uno que está formado por una antorcha con flama y cinco rayos en la parte central y superior. Superpuesto al mango de la antorcha lleva un casco de coracero de cuya carrillera penden dos sables cruzados desenvainados, partiendo del casco un ala desplegada a cada lado. Todo está inscrito en un rectángulo de 40 por 27 milímetros con orientación única, en la parte superior llevará una escuadra de metal de 4.0 milímetros de ancho. Todo en color dorado, con orientación única.

### Personal aéreo
Se sustituyen los escudos de Fuerza Aérea por uno que está formado por una antorcha con cinco flamas y cuatro rayos que salen de su parte superior y al centro de ésta tiene unas alas desplegadas y una hélice de tres palas, con una de ellas colocada verticalmente hacia arriba, en la parte superior llevará una escuadra de metal de 40 milímetros de ancho. Todo en color dorado e inscrito en un cuadro de 40 milímetros, con orientación única.